# おんな港町
「おんな港町」（おんなみなとまち）は、1977年2月5日に発売された八代亜紀の19枚目のシングル。

## 解説
1973年にリリースされた南有二とフルセイルズの「おんなみなと町」のカバー曲だが、メロディーが一部異なっている。
本楽曲や「もう一度逢いたい」を歌っていた当時の八代に、長距離便トラック運転手たちから「運転するのに凄くいいんだ」と好評が寄せられていた逸話がある。
また、本楽曲で八代は1977年の第10回全日本有線放送大賞特別賞を受賞し、さらに同年の第28回NHK紅白歌合戦では、紅組のトリを初めて務め、1977年を歌い納めた。

## 収録曲
- 両楽曲共に、作曲・編曲：伊藤雪彦

1. おんな港町（3分09秒）
作詞：二条冬詩夫
2. 盛り場（3分45秒）
作詞：池田充男

## カバー
| アーティスト | 収録作品                         | 発売日         | 規格品番   | 備考                     |
| おんな港町   | おんな港町                       | おんな港町     | おんな港町 | おんな港町               |
| ------------ | -------------------------------- | -------------- | ---------- | ------------------------ |
| 石川さゆり   | 能登半島                         | 1977年6月25日  | AX-7062    | スタジオ・アルバム、LP盤 |
| カレン       | カレンの「演歌がいっぱい2」      | 2010年10月20日 | VICL-63674 |                          |
| 畠山美由紀   | 歌で逢いましょう                 | 2014年9月3日   | RBCP-2786  |                          |
| 五条哲也     | 五条哲也の魅力〜おんな心を唄う〜 | 2015年12月2日  | CRCN-20413 |                          |